# Siren Sundby
Siren Sundby (ur. 2 grudnia 1982 w Lørenskog) – norweska żeglarka sportowa. Złota medalistka olimpijska z Aten.
Brała udział w trzech igrzyskach (IO 2000, IO 2004, IO 2008). Medal w 2004 zdobyła w klasie Europa. Była mistrzynią świata w Europie w 2003 i 2004, zajęła drugie miejsce na tej imprezie w 2002.
Jej brat Christoffer również był żeglarzem sportowym i olimpijczykiem.